# Гоенгандерн
Гоенгандерн (нім. Hohengandern) — громада в Німеччині, розташована в землі Тюрингія. Входить до складу району Айхсфельд. Складова частина об'єднання громад Ганштайн-Рустеберг.
Площа — 6,83 км2. Населення становить 608 ос. (станом на 31 грудня 2021).

## Галерея

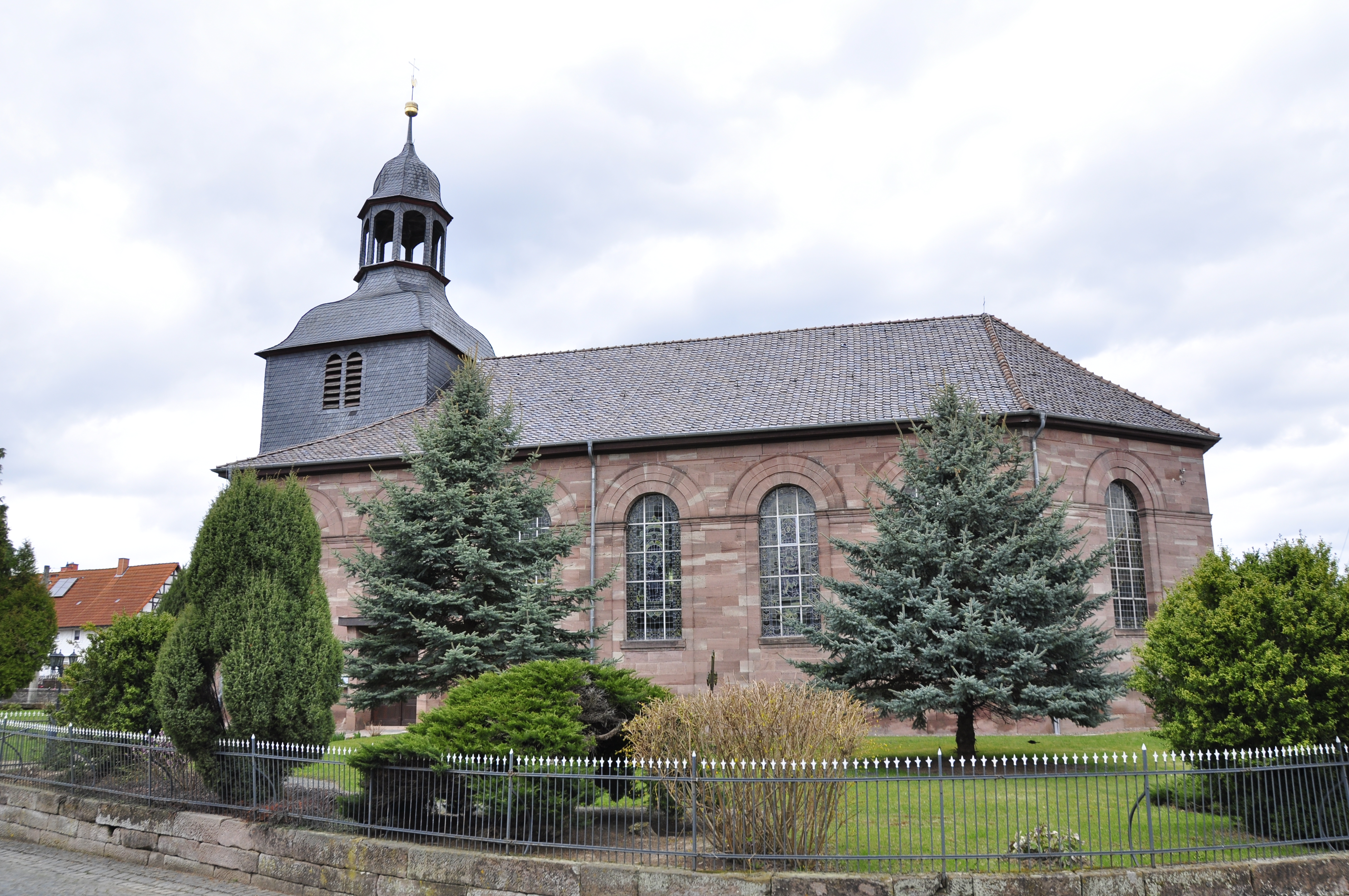
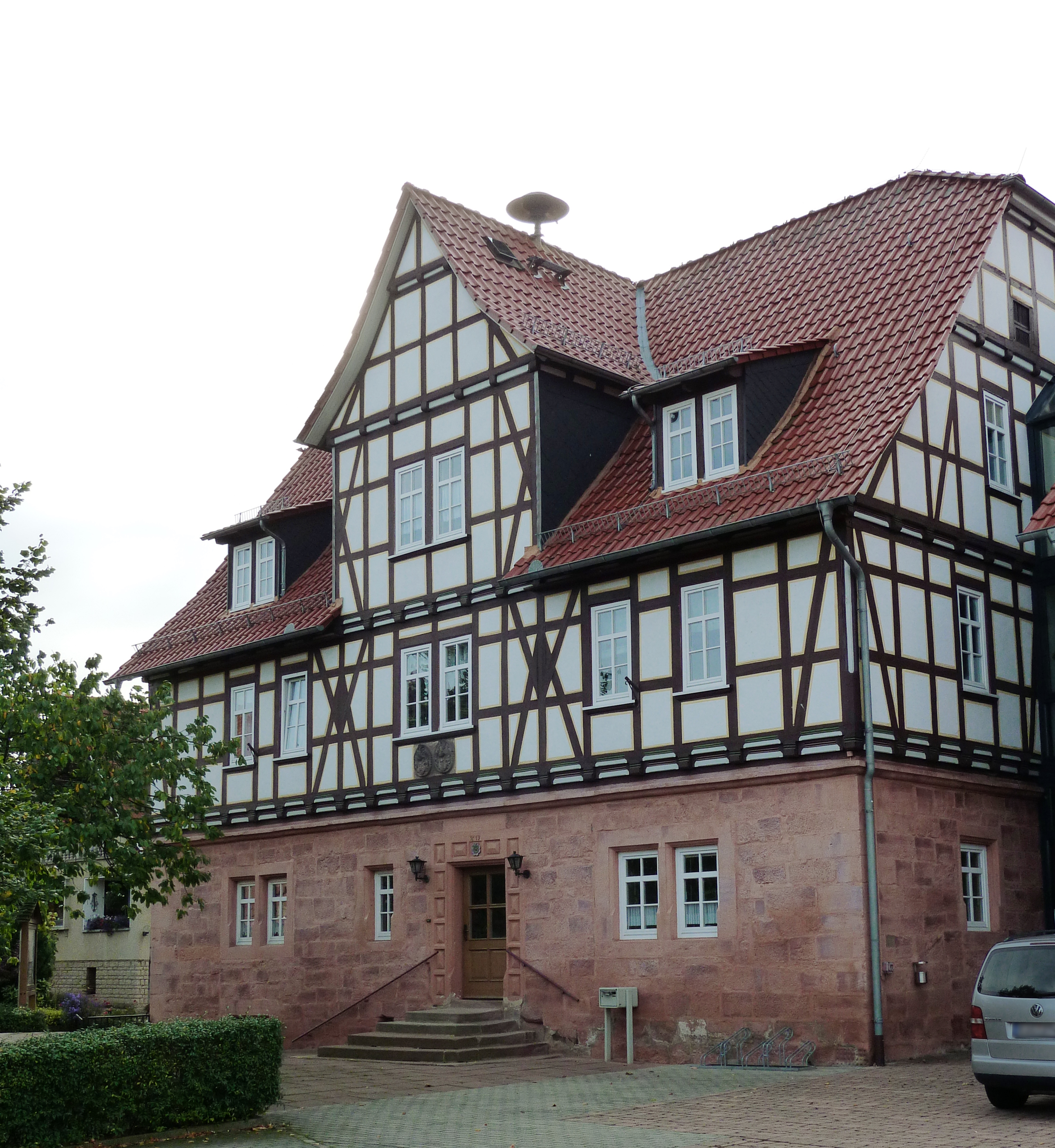
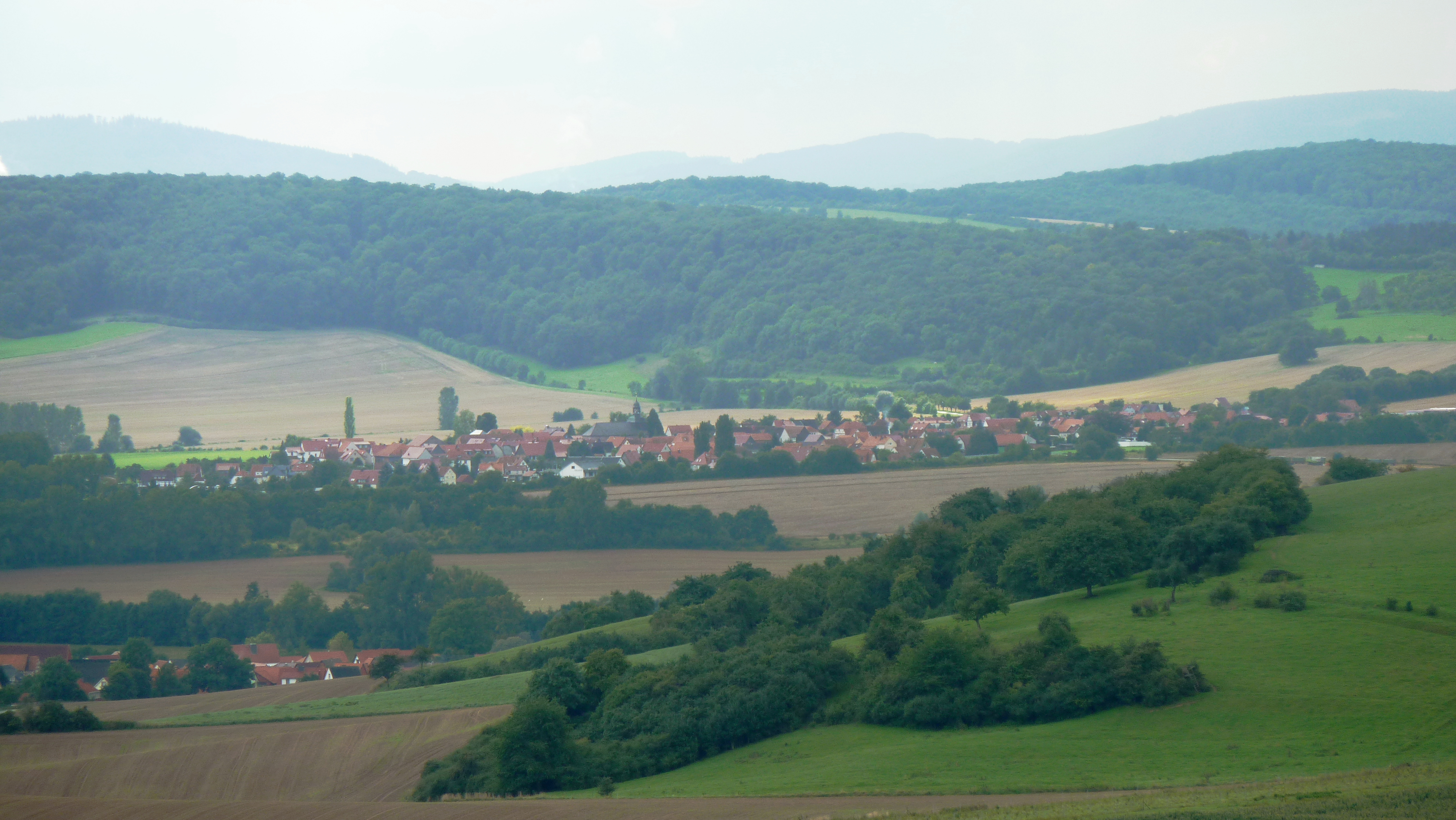